# Prințul Paul de Württemberg
Prințul Paul de Württemberg (germană Prinz Paul Heinrich Karl Friedrich August von Württemberg; 19 ianuarie 1785 – 16 aprilie 1852) a fost prinț german, al patrulea copil și al doilea fiu al lui Frederic I de Württemberg și a primei lui soții, Augusta de Brunswick-Wolfenbüttel. A fost bunicul patern al regelui Wilhelm al II-lea de Württemberg.

## Primii ani
Curând după nașterea sa, părinții s-au separat; tatăl său a plecat în Rusia unde sora sa era căsătorită cu Țareviciul Pavel. Soția sa Augusta a murit în Estonia în 1788. Nouă ani mai târziu tatăl său s-a recăsătorit cu Charlotte a Marii Britanii, fiica cea mare a regelui George al III-lea al Regatului Unit. Ea a supravegheat educația lui Paul și a celor doi frați mai mari Wilhelm și Catharina. 

## Căsătorie și copii
La 28 septembrie 1805 la Ludwigsburg Paul s-a căsătorit cu Prințesa Charlotte de Saxa-Hildburghausen, fiica lui Frederic, Duce de Saxa-Altenburg și a Ducesei Charlotte Georgine de Mecklenburg-Strelitz. Nu au avut o căsnicie fericită din cauza numeroaselor aventuri ale Prințului Paul. Împreună au avut cinci copii:
- Friederike Charlotte Marie (9 ianuarie 1807 - 2 februarie 1873); s-a căsătorit cu Marele Duce Mihail Pavlovici al Rusiei
- Frederick Karl August (21 februarie 1808 – 9 mai 1870); s-a căsătorit cu verișoara sa Prințesa Catherine Frederica de Württemberg și a fost tatăl regelui Wilhelm al II-lea de Württemberg.
- Paul Friedrich (7 martie 1809 – 28 mai 1810)
- Pauline Friederike Marie (25 februarie 1810 – 7 iulie 1856); s-a căsătorit cu William, Duce de Nassau; a fost mama Sofiei de Nassau, soția regelui Oscar al II-lea al Suediei. Prin Pauline, Paul este strămoșul actualelor familii regale din Belgia, Danemarca, Olanda, Luxemburg, Norvegia și Suedia.
- August (24 ianuarie 1813 – 12 ianuarie 1885); s-a căsătorit morganatic cu Marie Bethge

Înainte de a se căsători Paul a avut o relație cu Friederike Porth (1776-1860), care era cu nouă ani mai mare decât el. Paul și Friederike au avut o fiică numită Karolina von Rothenburg (1805-1872) care s-a născut la două luni după căsătoria Prințului Paul cu Charlotte. Karolina s-a măritat în 1836 cu Karl von Pfeffel.
În 1815 Paul s-a mutat din Stuttgart la Paris, lăsându-și soția și cei doi fii însă luându-și fiicele cu el. Acolo a dus o viață relativ modestă însă era frecvent în compania unor intelectuali cum ar fi Georges Cuvier. Familia lui Paul nu a aprobat acest lucru și i-au ordonat să se întoarcă în Württemberg dar el a refuzat. În timp ce era la Paris a avut două fiice nelegitime. 
La scurtă vreme după decesul soției sale în 1847, Paul a plecat în Anglia cu amanta sa de mult timp Magdalena Fausta Angela de Creus y Ximenes, care era văduva lui Sir Sandford Whittingham și cei doi s-au căsătorit la Brighton, Sussex, la 26 aprilie 1848. Ea a murit la Paris la 27 decembrie 1852. Fiica lor Pauline Madeleine Ximenes, care s-a născut la Paris la 3 martie 1825 a fost numită Gräfin von Hohenfelsen sau Helfenstein în 1841. 
Prințul Paul a murit la Paris la vârsta de 67 de ani.